# 國民之黨 (2016年)
國民之黨（：／ Gungminuidang），大韓民國中間派政黨，是一個已不存在的政黨，曾為韓國國會第三大黨、在野黨，2018年與中間偏右政黨正黨合併為正未來黨。

## 歷史

### 2016年
- 1月8日：宣布新黨名為「國民之黨」。
- 1月25日：與千正培成立的新黨「國民會議」達成合併意向。
- 1月27日：朴柱宣、金漢吉領導的「統合新黨」併入「國民之黨」。
- 2月2日：召開建黨大會，宣布成立「國民之黨」[1][2]，安哲秀、千正培（朝鲜语：천정배）就任共同黨首。
- 2月18日：前總統候選人鄭東泳入黨。
- 4月13日：2016年大韓民國國會選舉中獲得38個席位，成為國會第三大黨。其中單一選區獲25席，大部分從全羅道地區勝出，而全國不分區獲13席。
- 6月29日：安哲秀、千正培為黨內受賄案下臺負責。
- 12月29日：選出院内代表朱昇鎔、政策委員會議長趙培淑。

### 2017年
- 1月15日：選出新任代表朴智元。
- 4月4日：公布2017年大韓民國總統選舉黨內初選結果，正式提名安哲秀為該黨候選人[3][4]。
- 5月9日：2017年大韓民國總統選舉國民之黨候選人安哲秀敗選，隔日黨首朴智元辭職。
- 8月27日：安哲秀擔任國民之黨第三任黨代表。
- 12月20日：安哲秀於黨內提案與正黨合併。該案於12月27至30日進行黨內投票，12月31日公布結果：74.6%贊成該案，但由於投票率僅2.3%，部分黨籍議員以此反對二黨合併，認為二黨之間理念差距太大，要求安哲秀辭職負責[5]。

### 2018年
- 1月18日：安哲秀與正黨代表劉承旼共同召開記者會，宣布二黨合併。政黨暫名「統合改革新黨」[6]。
- 1月28日：黨內反對合併派（包含16位國會議員與2400位黨員）宣布出走成立新政黨民主平和黨，該黨的主張有：繼承金大中政權的陽光政策、改善多黨制的民主政治、清算過往政治弊端、批判安哲秀與保守派的妥協。消息一出，安哲秀也宣布暫時停止179位黨員的黨權，並要求他們盡速離開民主平和黨，國民之黨已實際上分裂[7]。
- 2月2日：安哲秀與劉承旼共同宣布兩黨合併的新政黨為「正未來黨」[8]。

## 黨務組織

### 歷任黨首
| 任次   | 姓名              | 職銜           | 就任日期      | 离任日期      |
| 1      | 安哲秀            | 共同代表       | 2016年2月2日  | 2016年6月29日 |
| 1      | 千正培            | 共同代表       | 2016年2月2日  | 2016年6月29日 |
| 临时   | 朴智元 (政治人物) | 非常對策委員長 | 2016年6月29日 | 2016年12月5日 |
| 临时   | 金東喆            | 非常對策委員長 | 2016年12月5日 | 2017年1月15日 |
| 2      | 朴智元 (政治人物) | 代表           | 2017年1月15日 | 2017年5月10日 |
| 临时   | 朱昇鎔            | 代表权限代行   | 2017年5月11日 | 2017年5月16日 |
| 金東喆 | 代表权限代行      | 2017年5月16日  | 2017年5月25日 |               |
| 朴柱宣 | 非常對策委員長    | 2017年5月25日  | 2017年8月27日 |               |
| 3      | 安哲秀            | 代表           | 2017年8月27日 | 2018年2月13日 |

### 历任国会领袖
| 任次 | 姓名              | 職銜     | 就任日期       | 离任日期       |
| 1    | 朱昇鎔            | 院内代表 | 2016年2月2日   | 2016年4月23日  |
| 2    | 朴智元 (政治人物) | 院内代表 | 2016年4月27日  | 2016年12月29日 |
| 3    | 朱昇鎔            | 院内代表 | 2016年12月29日 | 2017年5月16日  |
| 4    | 金東喆            | 院内代表 | 2017年5月16日  | 2018年2月13日  |

## 主要選舉記錄

### 總統大選

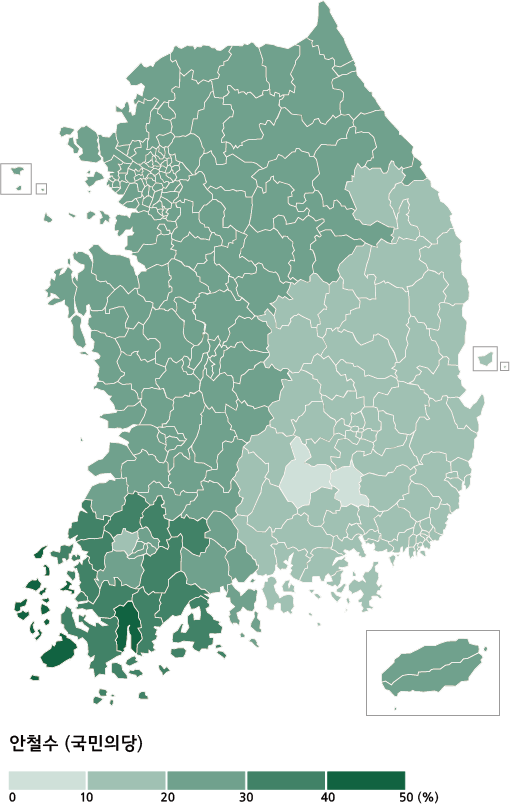
安哲秀得票率

| 年度 | 選舉   | 候選人 | 得票      | 得票率 |  | 結果 |
| ---- | ------ | ------ | --------- | ------ |  | ---- |
| 2017 | 第19屆 | 安哲秀 | 6,998,342 | 21.41% |  | 落選 |

### 國會選舉

國民之黨於韓國湖南地方（全羅道）地區明顯取得優勢

国民之党于韩国湖南地方（全罗道）地区明显取得优势

| 年度 | 選舉   | 贏得席位 | 區域得票數 | 區域得票率 | 區域席位 | 比例得票數 | 比例得票率 | 比例席位 | 選舉結果         | 領袖           |
| ---- | ------ | -------- | ---------- | ---------- | -------- | ---------- | ---------- | -------- | ---------------- | -------------- |
| 2016 | 第20屆 | 38 / 300 | 3,565,451  | 14.9%      | 25 / 253 | 6,355,572  | 26.7%      | 13 / 47  | ▲ 18席; 第三大黨 | 安哲秀、千正培 |